# Ḱoselari
Ḱoselari (makedonska: Ќоселари) är en ort i Nordmakedonien. Den ligger i kommunen Lozovo, i den centrala delen av landet, 50 kilometer sydost om huvudstaden Skopje. Ḱoselari ligger 244 meter över havet och antalet invånare är 191.